# Sete Benavides
Pour les articles homonymes, voir Benavides.
Alfonso Benavides López de Ayala, dit Alfonso Benavides ou Sete Benavides, est un canoéiste espagnol de course en ligne, né le 9 mars 1991 à Pollença, dans les îles Baléares.

## Carrière
Il participe à deux reprises aux Jeux olympiques de 2012 et à ceux de 2016, mais il termine à chaque fois 4e du C1 - 200 m. Cependant il récupère la médaille de bronze lors de ceux de 2012 après disqualification du Lituanien arrivé deuxième.
Il est médaillé de bronze du C1 200 m aux Jeux européens de 2019.